# Heinz Fütterer
Heinrich-Ludwig Fütterer, detto Heinz (Illingen, 14 ottobre 1931 – Elchesheim-Illingen, 10 febbraio 2019), è stato un velocista tedesco.
In carriera è stato campione europeo dei 100 e 200 metri piani a Berna nel 1954 e della staffetta 4×100 metri a Stoccolma nel 1958.

## Palmarès
| Anno                                              | Manifestazione  | Sede      | Evento      | Risultato        | Prestazione | Note |
| ------------------------------------------------- | --------------- | --------- | ----------- | ---------------- | ----------- | ---- |
| In rappresentanza della Germania Ovest            |                 |           |             |                  |             |      |
| 1954                                              | Europei         | Berna     | 100 m piani | Oro              | 10"5        |      |
| 1954                                              | Europei         | Berna     | 200 m piani | Oro              | 20"9        |      |
| 1958                                              | Europei         | Stoccolma | 4×100 m     | Oro              | 40"2        |      |
| In rappresentanza della Squadra Unificata Tedesca |                 |           |             |                  |             |      |
| 1956                                              | Giochi olimpici | Melbourne | 100 m piani | Quarti di finale | 10"8        |      |
| 1956                                              | Giochi olimpici | Melbourne | 4×100 m     | Bronzo           | 40"3        |      |